# Megaselia angustina
Megaselia angustina är en tvåvingeart som beskrevs av Schmitz 1936. Megaselia angustina ingår i släktet Megaselia och familjen puckelflugor. Inga underarter finns listade i Catalogue of Life.